# Juchitán de Zaragoza
Juchitán de Zaragoza (auch kurz Juchitán, offiziell Heroica Ciudad de Juchitán de Zaragoza) ist eine mittlere Stadt im mexikanischen Bundesstaat Oaxaca. Sie liegt wenige Kilometer von der pazifischen Küste im Südosten des Landes und ist mit etwa 75.000 Einwohnern – nach der Hauptstadt Oaxaca de Juárez, San Juan Bautista Tuxtepec und Salina Cruz – die viertgrößte Stadt des Bundesstaates. Juchitán de Zaragoza ist Hauptort des gleichnamigen Municipios Heroica Ciudad de Juchitán de Zaragoza.
Juchitán ist im deutschsprachigen Raum vor allem durch das von der Ethnologin und Soziologin Veronika Bennholdt-Thomsen herausgegebene Buch Juchitán – Stadt der Frauen: vom Leben im Matriarchat (1994) bekannt geworden. Darin berichtet Bennholdt-Thomsen, dass in Juchitán matriarchale Strukturen existieren und zudem Männer und Frauen wechselnde Geschlechterrollen einnehmen. Daneben gebe es noch ein drittes Geschlecht (Muxes und Marimachas). In Juchitán seien ihr zufolge fast ausschließlich die Frauen berufstätig.

## Söhne und Töchter der Stadt
- Francisco Toledo (1940–2019), Maler
- Natalia Toledo (* 1968), Autorin